# Пасажир з Франкфурта
«Пасажир з Франкфурта» (англ. Passenger to Frankfurt) — останній шпигунський роман англійської письменниці Агати Крісті, вперше опублікований у Великій Британії видавництвом «Collins Crime Club» у вересні 1970 року.
Роман отримав неоднозначні відгуки при публікації та у 1990 році. У 2017 році його позитивно оцінили в есе про спекулятивні шпигунські трилери, написані жінками. Це один з чотирьох романів Крісті, який не отримав жодної екранізації, інші — «Смерть приходить як кінець», «Пункт призначення невідомий» та «Афіша долі».

## Сюжет
Головний герой роману сер Стеффорд Най, дипломат. Він летить з Малайзії в Лондон, але у зв'язку з поганими погодними умовами літак робить змушену посадку в аеропорті Франкфурта. У залі транзитних пасажирів франкфуртского аеропорту Най зустрічаю молоду жінку, що звертається до нього за допомогою. Вона просить Ная віддати їй його плащ, квиток і паспорт, щоб вона могла пройти на борт літака, що летить у Лондон. Йому ж вона пропонує інсценувати пограбування, заявивши про крадіжку документів і квитка вже після того, як вона полетить. Зненацька він погоджується на цю пригоду. Однак одним цим епізодом історія не обмежується. Най виявляється утягненим у міжнародну змову.